# 分布式水文模型
分布式水文模型（Distributed Hydrologic Model），基于70年代出现的3S(RS/GPS/GIS)技术，大量数字地图有效的提供了建立分布式水文模型的可能，考虑水文现象或变量(variable)和要素(paramater)空间分布的水文模型，具有分散输入、集中输出的特点。分布式水文模型考虑了降雨/蒸发蒸腾/土壤渗透与饱和特性/地形等各因素的空间变化，乃至时间变化。分布式物理模型也通常称为白箱模型。

## 理论依据
- 质量守恒
- 动量守恒
- 能量守恒
- 流域产流汇流特征

以及表述的偏微分方程组

## 空间角度
流域面划分为很多矩形/多边形网格;

垂直面划分为几个水平面;

## 典型模型
- 0维水力动态模型 Mike11, HecRas
- 新安江模型
- 美国斯坦福模型
- 日本水箱模型

这些模型成为日后水文模拟的基础，或集总，或分布，基础理论或从此些中来。

## 流行模型软件
- TOPMODEL（半分布式）
- MIKE Zone(含0维河道，2维basin，3维Mike SHE
- LISEM
- MODFLOW（地下水模型）
- FEMWATER
- HEC（美国陆军工程兵团的免费软件）
- ESRI（主要是ARCGIS系列数字地图处理软件，可以添加水文插件，也可以和MIKE Zone耦合，在数字地图的基础上进行水文模拟

## 对应概念
- 集总式水文模型(Lumped Hydrologic Model)